# Szpiczak mnogi
Szpiczak mnogi, szpiczak plazmocytowy, choroba Kahlera (łac. myeloma multiplex) – nowotwór układu krwiotwórczego charakteryzujący się klonalną proliferacją atypowych plazmocytów zwykle produkujących immunoglobulinę monoklonalną. Rzadziej produkują jedynie łańcuch lekki przeciwciała lub występują w postaci niewydzielającej (szpiczak niewydzielający).

## Historia

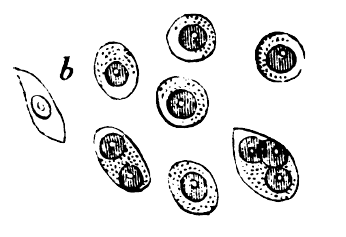
Rycina z 1846 roku zamieszczona w pracy Dalrymple'a, przedstawiająca obraz histologiczny choroby

Pierwszy opis choroby pozostawił angielski lekarz Samuel Solly w 1844 roku. Mniej więcej z tego samego czasu pochodzą kolejne opisy choroby autorstwa Johna Dalrymple'a, Williama MacIntyre'a w 1850 roku i Henry'ego Bence-Jonesa, wszystkie trzy dotyczące jednego pacjenta, Thomasa Alexandra McBeana. Kolejnymi, którzy opisali chorobę byli Otto Kahler i Osip Rusticki, który wprowadził do medycyny termin myeloma multiplex.

## Epidemiologia
Roczna zapadalność na ten typ nowotworu w Europie wynosi około 40:1 000 000. Szpiczak mnogi występuje znacznie częściej u osób  w wieku 60-65 lat, tylko 3% pacjentów ma poniżej 40 lat. Szpiczak mnogi jest nieco częstszy u mężczyzn i występuje dwukrotnie częściej u rasy czarnej niż u białej.

## Objawy i przebieg
Najczęstsze objawy:

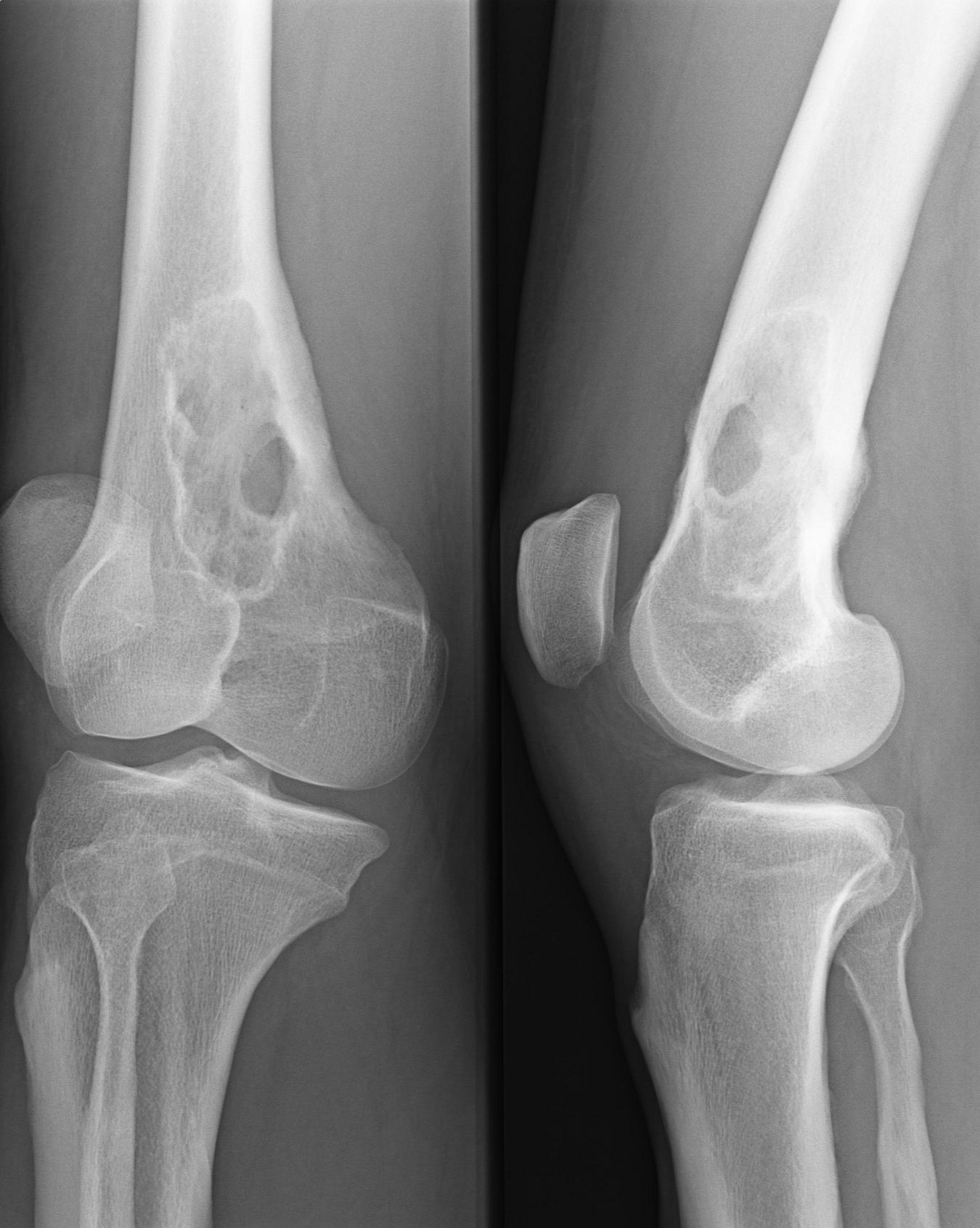
Ognisko osteolityczne w kości udowej u pacjenta ze szpiczakiem mnogim

- bóle kostne 2/3 najczęściej w okolicy kręgosłupa i żeber, czasem również głowy; nasilają się przy ruchu, nie pojawiają się zaś w nocy (poza zmianą pozycji w czasie snu)
- osteoporoza
  - złamania patologiczne kości
  - obniżenie wzrostu nawet o kilkanaście centymetrów na skutek złamania się kręgów
- niedokrwistość
  - nieregularne krwawienia z nosa i dziąseł oraz łatwo powstające siniaki
- objawy neurologiczne
  - neuropatia obwodowa
  - zespół ucisku rdzenia kręgowego
- objawy hiperkalcemii
- rzadko gorączka najczęściej na skutek zakażeń
- częste zakażenia, najczęściej zapalenie płuc, ale także zapalenie opon mózgowych lub dróg moczowych (zwykle pierwszy objaw choroby)
- objawy niewydolności nerek
- objawy zespołu nadlepkości krwi
- hepatomegalia i/lub splenomegalia przy szpiczaku osteosklerotycznym  (niedokrwistość, niewydolność nerek i złamania są w tej postaci rzadkie)[8]

## Rozpoznanie
Kryteria rozpoznania szpiczaka wg International Myeloma Working Group
Kryteria duże:
1. obecne plazmocyty w biopsji tkankowej
2. plazmocyty stanowią >30% komórek jądrzastych w szpiku
3. białko M:
  - IgG w surowicy >35 g/l
  - IgA w surowicy >20 g/l
  - łańcuchy lekkie (białko Bence'a-Jonesa) w moczu >1 g/24 h

Kryteria małe:
1. plazmocyty w szpiku 10-30%
2. białko M w surowicy w mniejszym stężeniu
3. ogniska osteolityczne w kośćcu
4. stężenie prawidłowych immunoglobulin w osoczu IgG<6 g/l, IgA<1 g/l, IgM <0,5 g/l

## Różnicowanie
- inne gammapatie monoklonalne, przede wszystkim MGUS
- reaktywna plazmocytoza monoklonalna
- hipergammaglobulinemia
- amyloidoza
- przerzuty nowotworów do kości
- inne chłoniaki
- białaczka
- reumatoidalne zapalenie stawów
- twardzina skóry lub zapalenie wielomięśniowe
- przewlekłe zakażenia

## Leczenie

### Leczenie indukujące
Dobór leczenia indukującego jest uzależniony od tego, czy pacjent wstępnie kwalifikuje się do zabiegu autogenicznego przeszczepienia komórek krwiotwórczych (chorzy poniżej 65. roku życia).
Stosowane schematy wielolekowej chemioterapii to m.in.:
- schemat VAD (winkrystyna, adriamycyna, deksametazon)
- schemat CDT (cyklofosfamid, deksametazon, talidomid).
- schemat MP (melfalan i prednizon)
- schemat VMP (bortezomib, melfalan i prednizon)[10]
- schemat VBM(L)CP (winkrystyna, karmustyna albo lomustyna, cyklofosfamid, melfalan, prednizon, mesna).

### Leczenie choroby opornej na leczenie lub nawrotów
- chemioterapia wg schematu EDAP (etopozyd, cisplatyna, deksametazon, arabinozyd cytozyny, GM-CSF)
- leczenie immunomodulujące (talidomid albo bortezomib i deksametazon).

### Przeszczepienie szpiku kostnego
Zabieg ten może stanowić alternatywę dla dotychczasowego postępowania w szpiczaku mnogim. Stosuje się przeszczepienia allo- i autogeniczne. Żaden jednak nie zapewnia całkowitego wyleczenia i większość chorych cierpi z powodu nawrotu choroby.
- Przeszczepienie allogeniczne wykonuje się po pobraniu szpiku kostnego od dobranego dawcy. Biorca otrzymał przedtem duże dawki chemioterapii i napromieniowania całego ciała. Śmiertelność wynosi 20-25% pacjentów umiera w ciągu pierwszych 3 miesięcy. Chorzy cierpią na ogół z powodu redukcji układu odpornościowego, gdy komórki obcego szpiku kostnego atakują tkanki nowego organizmu (choroba przeszczep przeciw gospodarzowi). Poza tym, przeszczepów dokonuje się tylko u osób poniżej 55 roku życia, co znacznie ogranicza ich zastosowanie. Tylko u 5-10% chorych na szpiczaka mnogiego można dokonać przeszczepu szpiku odpowiednio dobranego dawcy
- Przeszczepienie autogeniczne polega na pobraniu od pacjenta jego własnego szpiku lub komórek krwi obwodowej i podaniu ich z powrotem po zakończeniu  chemioterapii lub napromieniowania dużymi dawkami. Granica wieku stosowania tej metody to 65 lat. Śmiertelność pacjentów po przeszczepieniach autogenicznych wynosi poniżej 10%. Ryzyko niepowodzenia jest spowodowane niemożliwością zniszczenia wszystkich komórek szpiczaka. Podawanie przeciwciał monoklonalnych, ukierunkowanych przeciwko komórkom szpiczaka, w połączeniu z chemioterapią może być pomocne, lecz nie jest stosowane w codziennej praktyce.

### Leczenie wspomagające
- leczenie osłaniające nerki
  - plazmafereza
  - nawodnienie
  - kotrimoksazol
  - unikanie leków nefrotoksycznych
  - leczenie hiperurykemii – allopurinol
  - hemodializa
  - zwiększone przyjmowanie płynów – tak, aby możliwe było wydalanie ok. 3 litrów moczu dziennie
- leczenie przeciwosteolityczne:
  - bisfosfoniany (pamidronian, klodronian albo zoledronian)
- leczenie hiperkalcemii
  - podaje się prednizon oraz duże ilości płynów dożylnie
  - plazmafereza
  - leki z grupy bisfosfonianów
- leczenie hiperproteinemii
- leczenie niedokrwistości
  - erytropoetyna
  - darbepoetyna alfa
- leczenie przeciwbólowe
  - paracetamol
  - opioidy
  - radioterapia
- zaopatrzenie ortopedyczne

## Rokowanie
Rokowanie zależy od czynników związanych z pacjentem (wiek, obecność chorób towarzyszących), jak i z samą chorobą (stadium zaawansowania w momencie rozpoznania, zmiany cytogenetyczne, odpowiedź na zastosowane leczenie). Mediana przeżycia wynosi 50–55 miesięcy.